# Vítor Hugo Gomes Passos
Vítor Hugo Gomes Passos, pseudonim Pélé lub Vítor Pélé (ur. 14 września 1987 w Porto) – portugalski piłkarz, występujący na pozycji pomocnika. Był graczem młodzieżowej reprezentacji Portugalii.